# Каменный Брод (Луганск)
Каменный Брод — запорожский, а впоследствии — славяносербский посёлок. В 1882 году, во время создания города Луганска, стал его частью, ныне — Каменнобродский район.

## Этимология названия
Название происходит от существующего здесь каменного брода на реке Лугань, что предопределило появление здесь торгового пути, а впоследствии - и возникновение поселения. Брод находится вблизи Петропавловской церкви, вокруг которой и начало строиться селение (сейчас известен как пляж "Песчанка").

## Каменный Брод в XVIII веке
Казацкое поселение Каменный Брод, как и смежное Вергунка, известно с середины XVIII века. В то время эти земли находились в составе Кальмиусской паланки Запорожской Сечи, и на эти территории распространялась власть гетмана Кирилла Разумовского. По другим источникам территория считалась землёй донских казаков, так как по указу 1746 года между владениями запорожских и донских казаков была проведена межа по реке Кальмиус и "от вершины оной, прямою чертою сташе, до прежней 1714 г. России с Портой Отоманской границы". 
С самого начала посёлок возник на высоком левом берегу реки Лугань. Одним из основных строительных материалов стали мощные залежи известняков (мергеля), из которых сложены склоны Лугани.
О возникновении этого поселения «Материалы для историко-статистического описания Екатеринославской епархии», датированные 1880 годом, сообщают следующее:
«Каменный Брод,—древнейшее запорожское займище, старожитная казацкая маетность. В 1740—1750 годахъ здесь зимовниками и хуторами, в землянках и шалашах, сидело несколько семейств людей украинской нации. Въ 1755 г. к нимъ присоединилось на постоянное жительство около ста семействъ из православных иностранцев, перешедших в подданство России; в это же время поселилось здесь и несколько выходцев из Польши.» В частности в 1753 году переселились славяносербские полки Шевича и Прерадовича. Также сюда переселялись украинцы, вначале преимущественно из Левобережной Украины, русские и представители других народов.
В 1782 году по переписи было дворов 171, 280 мужчин и женщин 283 души»
С момента основания Луганского литейного завода (1795-1796 гг.), Каменный Брод превращается в населённый пункт « ... куда переселяют работных людей с казённых заводов ... ».
В 1794—1800 годах в селе  проживало 318 мужчин и 271 женщина, всего 589 человек . 
В 1798 году неподалёку от села был построен Луганский чугунолитейный завод, вокруг которого в дальнейшем развивалось поселение Луганский Завод. Это соседнее село развивалось как рабочий посёлок, поселенцами которого были приглашённые на строительство завода мастера из Англии и рабочие из Олонецких и Липецких заводов Российской империи. Только этих рабочих с их семьями было 575 человек, то есть посёлок вокруг завода по количеству жителей резко превысил численность каменнобродской общины.

## Каменный Брод в XIX-XX веках
По данным на 1859 год, в Каменном Броде — селе Славяносербского уезда Екатеринославской губернии — проживало 2254 человека (1110 мужчин и 1144 женщины), насчитывалось 442 дворовых хозяйства, существовала православная церковь.
9 ноября 1882 года посёлок Луганский Завод с близлежащим селением Каменный Брод стал уездным городом Екатеринославской губернии, и с этого времени (9.11.1882) в истории края появился город Луганск.
По состоянию на 1886 год село Каменный Брод было центром Каменно-Бродской волости, в нём проживало 2436 человек, насчитывалось 557 дворов, существовали православная церковь, школа и 5 лавочек.
С 1882 года, когда был образован город Луганск, жители Каменного Брода в течение нескольких лет предпринимали безуспешные попытки отделить его от города в самостоятельный посёлок, как это и было до 1882 года . Это было связано с тем, что налогов собиралось больше, чем потом выделялось средств на нужды посёлка. После февральской революции в 1917 году, вопрос об отделении Каменного Брода от Луганска был снова поднят и на этот раз – решён положительно. После окончательного освобождения Донбасса от белогвардейских войск, Каменный Брод снова был включён в состав Луганска в августе 1920 года .
Ныне Каменный Брод в несколько видоизменённых пределах является одним из 4-х административных районов (Каменнобродский район) города Луганска, областного центра Луганской области.

## Демография
- 1740—1750 гг. — «несколько семей»
- 1755 год — около 100 семей
- 1782 год — 171 двор, 563 человека
- 1859 год — 442 двора, 2254 человека
- 1886 год — 557 дворов, 2436 человек